# Museum der Weltmeere
Das Museum der Weltmeere (russisch Музей Мирового океана Musei Mirowowo okeana) in Kaliningrad (Königsberg) ist das führende Schifffahrts- und Meeresmuseum Russlands, das sich auch wissenschaftlich mit dem Bereich der Geschichte der Erforschung der Weltmeere befasst. Der Hauptsitz des Museum befindet sich im alten Königsberger Hafen am Pregel. Außenstellen sind im Stadtgebiet von Kaliningrad, in Swetlogorsk und in St. Petersburg vorhanden.

## Geschichte
Durch die Regierung der RSFSR wurde das Museum mit Beschluss vom 12. April 1990 gegründet und 1996 zu Ehren des dreihundertsten Jahrestages der russischen Flotte feierlich eröffnet. Es ist bedeutend in der Art und Vielseitigkeit von Objekten und Exponaten und ein Anziehungspunkt für Touristen, die die Möglichkeit haben, experimentelle Forschungs- und Militäreinrichtungen zu sehen. Die Gesamtfläche des Museums beträgt 10.818 m². Einige Exponate und Ausstellungsgebäude liegen außerhalb des Museumsgeländes.

## Ausstellungsgelände
Die auf diverse Gebäude verteilten Ausstellungen präsentieren die Geschichte der Erforschung und Erschließung der Weltmeere. Einige historische Gebäude aus deutscher bzw. preußischer Zeit wurden restauriert und später in das Museumsensemble integriert. Ergänzt wird es durch Neubauten. Das Museumsufer umfasst:
|                                                         | Das Hauptgebäude wurde im September 2003 für den VII. Internationalen Kongress zur Geschichte der Ozeanographie eröffnet. Im Jahr 2004 wurde die Ausstellung „Ozean Welt. Ein Hauch ...“ mit artenreichen Meerwasseraquarien, einzigartigen Sammlungen von Meeresmollusken, Muscheln, Korallen, geologischen und paläontologischen Exponaten eröffnet. Im zweiten Stock des Hauptgebäudes befindet sich die Kongresshalle, die für Konzerte, Ausstellungen, Tagungen und Präsentationen genutzt wird. Der dem Lampenhaus eines Leuchtturms nachempfundene Dachaufbau mit Leuchtfeuer ohne Funktion sowie eine Aussichtsplattform mit Blick auf die Sammlung der am Kai liegenden, historischen Flotte und auf den Königsberger Dom auf der Kneiphof-Insel krönen das Hauptgebäude. |
|                                                         | Das architektonische Konzept des 2018 fertig gestellten neuen Museumszentrums Планета океан (dt.: Ozeanplanet) verwendet geometrische Formen: Die Ausstellungsräume sind in einer fast 29 m hohen verglasten Kugel in der Form eines Ozeanplaneten, die auf einer riesigen Meereswelle ruht, untergebracht, sowie das Lager und die Pavillons der Marine- und Bildungszentren in der Form eines Würfels, wodurch eine assoziative Verbindung mit dem Volumen der Ozeane entsteht. Das Gebäude umfasst sowohl die Ausstellung selbst als auch Aquarien, ein Exploratorium, ein Kino mit Planetarium, Kunstlabors, Außengelände, einen Konferenzsaal und andere themenbezogene Einrichtungen. Wegen erheblicher Mängel an der Glasverkleidung musste diese 2019 von einem anderen Unternehmen erneut ausgeführt werden. |
| Packhof (historische Aufnahme) · Ausstellung im Inneren | In den Gebäuden des historischen, restaurierten Packhofs (russisch «Пакгауз» Pakgaus) ist die Ausstellung „Marine Königsberg-Kaliningrad“ (russisch «Морской Кёнигсберг-Калининград» Morskoi Kjonigsberg-Kaliningrad) zu sehen. Die Lagerhäuser wurden Mitte des 19. Jahrhunderts errichtet. Im gleichen Zeitraum legte man wahrscheinlich die Kaimauer und eine gepflasterte Umschlagfläche und ein Areal für den Schiffbau an. Mitte des 19. Jahrhunderts wurden auch die Eisenbahnbrücke und bald darauf ein großer Eisenbahnknotenpunkt angelegt, der es ermöglichte, Fracht von Hafenlagern in Wagen umzuladen und an ihren Bestimmungsort zu verschicken. Die Anlagen entlang des Flusses wurden im Zweiten Weltkrieg zerstört. Seit dem Jahr 2000 wird daran gearbeitet, die Überreste eines hölzernen Segelschiffs aus dem 19. Jahrhundert zu konservieren, das im Bernsteinabbaugebiet östlich von Jantarny (russisch Янтарный, deutsch Palmnicken) gefunden wurde. Die Kaimauer und der Bürgersteig wurden vom Museum in den Jahren 2000–2003 restauriert. Schwerpunkt ist die Ausstellung „Tiefe“, die sich mit der Tiefseeforschung befasst. Bedeutende Exponate der Ausstellung sind das bemannte Tiefseefahrzeug Mir-1 (Bathyscaph) sowie eines der größten Pottwalskelette der Welt. Auf der Ausstellungsfläche um die Gebäude herum kann man maritime Exponate mit Schwerpunkt auf Tiefseetauchen und eine reichhaltige Sammlung Seekriegsgerät besichtigen. |
|                                                         | 2007 wurde das auf dem gegenüberliegenden Pregelufer liegende Baudenkmal Festung Groß Friedrichsburg aus dem 19. Jahrhundert an das Museum übergeben. Am 17. Mai 2011 wurde das Tor als Zweigstelle des russischen Weltmeeresmuseums eröffnet. Es zeigt eine Ausstellung von Gegenständen aus allen Teilen Russlands, unter dem Titel „Die Auferstehung der Schiffe“, welche Peter dem Großen gewidmet ist. Zukünftig sollen Ausstellungen über die Geschichte der russischen Seefahrt bzw. über die russische Marine zu sehen sein. Die Festung dient zur Unterbringung von verschiedenen historischen Schiffsmodellen. Auf einem der vier Festungstürme wurde eine Aussichtsplattform eingerichtet. |
|                                                         | Die ehemalige, eingleisige Eisenbahnbrücke am Holländerbaum von 1889, jetzt auf dem Gelände des Museums, war die erste Stahlbrücke in Königsberg. Es war eine Verbindung zwischen dem Süd- und Ostbahnhof, dem ehemaligen Pillauer Bahnhof geschaffen worden. Als wesentliche Neuerung besaß die Brücke einen Kniehebelmechanismus statt des üblichen Schraubenhubwerkes. Sie führte die Bahnstrecke Königsberg–Pillau über den Pregel. Die Brücke wurde 1929 mit der Errichtung der neuen Reichsbahnbrücke außer Betrieb gesetzt, blieb aber für Katastrophenschutzmaßnahmen erhalten. Die Brücke wurde nach dem Zweiten Weltkrieg als Hebebrücke wieder aufgebaut und ist inzwischen außer Betrieb. |

## Exponate
Am Pregelkai des alten Königsberger Hafens zwischen „Holländischer Baum“ und Hundegatt liegen diverse Museumsschiffe, meist begehbar und mit themenbezogenen Ausstellungen:
|                          | Das auf dem Kai ausgestellte Flugboot Berijew Be-12 Tschaika (Möwe, russisch Бериев Бе-12 Чайка) konnte auf dem Wasser und auf festem Untergrund starten und landen. Entwickelt wurde es als militärischer Seeaufklärer zur See- und Küstenüberwachung, zur Suche nach Bodenschätzen, zur U-Boot-Jagd und zur Seenotrettung. Dieser Typ ist weiterhin in Betrieb. |
|                          | Auf dem ehemaligen Forschungsschiff Witjas (russisch Витязь, deutsch Ritter) wurde ein Museum der Meeresforschung eingerichtet. Es enthält auch Kopien der Schiffszeichnungen der Witjas, die als Mars, von der Deschimag im Wesermündeer Werk Seebeck für die Dampfschifffahrts-Gesellschaft „Neptun“ in Bremen gebaut wurde. Man sieht auch Fotografien des Inneren der Witjas, die 1948 nach der Umrüstung des Schiffes auf der Mathias-Thesen-Werft zum Forschungsschiff in Wismar aufgenommen wurden. Im Jahr 2001 wurde an Bord eine große Ausstellung eingerichtet – eine „Bernsteinhütte“. Die Sammlung wird jährlich mit Sonderausstellungen der größten und ungewöhnlichsten Steine, die hauptsächlich in und an der Ostsee abgebaut werden, aufgefüllt. Bis 2008 bestand die Ausstellung aus 3.414 Einheiten. Der größte Bernstein wiegt 1.208 Gramm. Während der Reise im Rahmen des Internationalen Geophysikalischen Jahres 1957 wurde das nach dem Schiff benannte Witjastief 1 im Marianengraben entdeckt, das mit 11.034 m als die tiefste bekannte Stelle der Weltmeere galt. |
|                          | Das einzige U-Boot-Museum Russlands ist auf dem B-413 (russisch Б-413). Auf Befehl des Oberbefehlshabers der Marine wurde B-413 am 3. September 1999 außer Dienst gestellt. Nach der Anweisung des Kommandanten der baltischen Flotte wurde es von Kronstadt nach Kaliningrad verlegt, wo es Ende 1999 in der Ostseewerft Jantar (russisch АО Прибалтийский судостроительный завод «Янтарь») angedockt wurde, um es als Museum umzurüsten. Am 14. Juni 2000 machte das U-Boot am Museumspier fest und am 1. Juli 2000 fand die feierliche Übergabe durch die Ostseeflotte an das Museum statt. Auf dem U-Boot ist die Ausstellung „Aus der Geschichte der russischen U-Boot-Flotte“ zu sehen. |
|                          | Der ehemalige Fischtrawler SRT-129 (russisch СРТ-129) ist das einzige Museumsfischereifahrzeug in Russland. Das Schiff wurde 2007 in die Sammlung aufgenommen und ist ein typisches Fischereifahrzeug, wie es immer noch von Ostseefischern eingesetzt wird. Das Schiff hat ein für die Öffentlichkeit zugängliches Steuerhaus, maßstabsgetreue Modelle von Fischereifahrzeugen und zeigt Filme über die Fischerei in Russland und in der ehemaligen UdSSR. |
|                          | Das einzige Schiff für Weltraumnachrichtenverbindungen Kosmonavt Viktor Patsaev (russisch Космонавт Виктор Пацаев). Das nach dem verunglückten Wiktor Pazajew benannte Forschungsschiff von Roskosmos liegt seit 2001 am Pier des Museums vor Anker. Bis 1994 bestand die Hauptaufgabe des Schiffes darin, Telemetriedaten zu empfangen, zu analysieren und die Funkkommunikation zwischen dem Raumschiff und dem Missionskontrollzentrum bereitzustellen. Am 14. April 2001 wurde das Schiff am Museumsanleger festgemacht, am 23. April wurde auf ihm die Ausstellung Kosmische Odyssee eröffnet. |
| alternative Beschreibung | Das Feuerschiff Irbenski (russisch Ирбенский) ist der letzte bemannte, schwimmende Leuchtturm der Welt. Das ein paar Jahre nach Betriebsaufgabe fast schon schrottreife Schiff wurde später zum Maritimen Erbe Russlands erklärt, womit die Finanzierung einer Restaurierung gesichert war. Am 29. Oktober 2017 verlegten zwei Schlepper die Irbenski an die Werft Kronstadt. Inzwischen ist die restaurierte Irbenski Bestandteil der Ausstellungen und hat ihren Liegeplatz direkt vor dem „Ozeanplanet“. |

## Kunstobjekte
Auf dem Gelände des Museums stehen einige Objekte von kultureller Bedeutung:
| | Das Denkmal für die Fischer und das Denkmal für Nikolaus den Wundertäter bilden ein Ensemble. Das Denkmal für die Pioniere und Opfer der Hochseefischerei wurde 1978 errichtet. Es ist eine moderne Betonkonstruktion in Form von zwei Segeln eines Fischereischoners. Auf der Westseite des Stylobates befindet sich eine Bronze-Inschrift: „Den Pionieren der Hochseefischerei“, an der Ostwand die Widmung „Zur Erinnerung an die auf See verstorbenen Fischer“. Das Epitaph wird ergänzt durch eine hochfliegende Bronzemöwe – den ewigen Begleiter der Seeleute. Im Jahr 2008 wurde das Denkmal restauriert. Am 23. Dezember 2009 wurde direkt davor das traditionell wirkende Denkmal für Nikolaus den Wundertäter errichtet, so dass beide Denkmäler jetzt ein Ensemble bilden. |
| | Die Immanuel-Kant-Bank, benannt nach dem deutschen Philosophen Immanuel Kant, der fast sein ganzes Leben in Königsberg verbrachte, steht neben dem alten Packhaus. Auf der Bank aus rotem Granit sind eine offene Schriftrolle mit seiner stilisierten Silhouette und seiner Signatur, ein Dreispitz, der angelehnte Spazierstock und ein paar verstreute Ahornblätter in Bronze drapiert. Die Wahl dieses Platzes war kein Zufall. Von Kant, der in einem Haus ganz in der Nähe geboren wurde, sagt man, dass er gern zum Hafen kam und sich die Schiffe ansah. Dieser Route am Hafenkai hat man später den Namen Kantweg gegeben. In seinen letzten Jahren kam der Wissenschaftler gern in dieses Hafengebiet, setzte sich auf eine Bank und beobachtete das geschäftige Leben des alten Königsberger Hafens. „Um die ganze Welt zu sehen, muss man Königsberg nicht verlassen – man muss nur zum Hafen kommen und ihn beobachten“, sagte Kant. |
| Bild gesucht Die Wikipedia wünscht sich an dieser Stelle ein Bild vom hier behandelten Ort. Weitere Infos zum Motiv findest du vielleicht auf der Diskussionsseite . Falls du dabei helfen möchtest, erklärt die Anleitung , wie das geht. BW | Die bronzene Miniatur-Skulptur Homlin im Schiff eines Homlins in einem „Papier“-Boot, das auf dem Geländer vor dem ehemaligen Forschungsschiff montiert ist. Das Motto: „Nur die Mutigen erobern die Meere.“ Die einheimische Künstlerin Natalja Schewtschenko erklärte die Bedeutung ihrer Kreation: „Das Papierboot ist ein Zeichen der Hoffnung. Vor dem Hintergrund der legendären Witjas zeigt sich diese zusätzliche, sehr schöne Symbolik. Von einem zerbrechlichen Boot zu einem Schiff geht es darum, wie ein Traum durch Arbeit Wirklichkeit wird.“ Der Name des Charakters wurde von den Bürgern gegeben. Dies ist die dritte Figur dieser Art in Kaliningrad. Im Juni 2018 erschien Großvater Homlin auf der Honigbrücke, im September wurde am Eingang zum Bernsteinmuseum eine Miniskulptur der Großmutter installiert. |
| | Der Puttenbrunnen (russisch Фонтан «Путти») wurde von Stanislaus Cauer, Professor an der Kunstakademie Königsberg, 1908 geschaffen. Das Denkmal ist eine Komposition aus vier lockigen Engeln, die sich an den Händen halten. Die Figuren bestehen aus Muschelkalk. Auf der Internationalen Springbrunnenmesse 1912 in Posen belegte diese Arbeit den ersten Platz. Die Bürgerschaft von Posen wollte den Brunnen kaufen, aber Cauer entschied sich, den Brunnen der Stadt Königsberg zu schenken. Der Brunnen befand sich ursprünglich neben dem Wachhaus des Königsberger Schlosses, wo er 1944 die britischen Luftangriffe zwischen den Trümmern überstand. Nach dem Zweiten Weltkrieg wurde der Brunnen in den Innenhof des Universitätsklinikums (heute das Hafenkrankenhaus) versetzt. In der Sowjetzeit bestand kaum Interesse an deutschem Kulturgut und der Brunnen verfiel. 2007 wurde dem Brunnen der Status eines Kulturguts von regionaler Bedeutung zugewiesen. Im Jahr 2011 wurde das Denkmal nach Archivfotos in St. Petersburg umfassend restauriert und im Landschaftspark „Alter Hafen“ des Museums aufgestellt. |

## Außenstellen
Zum Museum zählen mehrere Außenstellen:
| | Der arktische Eisbrecher Krasin (russisch Красин, Baujahr: 1916/17) der sowjetischen und russischen Flotte gehört als externes Exponat. zum Museum. Bis 1972 leistete die Krasin als Eisbrecher ihren Dienst. Danach wurde sie bis 1989 in Spitzbergen als schwimmendes Elektrizitätswerk und Arbeiterbehausung eingesetzt. In den späten 1980er Jahren wurde der Eisbrecher von der Sowjetischen Wissensgesellschaft erworben und nach Leningrad (heute: St. Petersburg) verlegt, um dort als Museumsschiff zu dienen. Jetzt liegt sie in der Großen Newa am Ufer der Wassiljewski-Insel nahe der Bergbau-Universität. |
| Bild gesucht Die Wikipedia wünscht sich an dieser Stelle ein Bild vom hier behandelten Ort. Weitere Infos zum Motiv findest du vielleicht auf der Diskussionsseite . Falls du dabei helfen möchtest, erklärt die Anleitung , wie das geht. BW | Der Leuchtturm Rinderort bei Saliwino wurde im Jahr 1868 errichtet und 1908 durch einen markanten Klinkerbau ersetzt. Er war ein wichtiges Signal für den Schiffsverkehr im Kurischen Haff und wird nicht mehr als Navigationshilfe genutzt. Dies ist einer von drei Leuchttürmen aus der Vorkriegszeit. Im Juli 2020 wurde der Leuchtturm dem Museum als externes Exponat überlassen. |
| | Zum Museum gehört auch das restaurierte Königstor aus dem 19. Jahrhundert, in dem sich unter der Verwaltung des Meeresmuseums das Kulturzentrum „Große Botschaft“ befindet. Das Tor liegt vom Museum entfernt im früheren Stadtteil Neue Sorge am Ende der Königsstraße (jetzt russisch ул. Литовский Вал Litowski Wall). In erster Linie ist das Königstor ein Museum mit einer ständigen sowie temporär wechselnden Ausstellungen über den Ursprung und die Entwicklung der Festungsstadt Königsberg, Besuche herausragender Persönlichkeiten und die Große Botschaft von Peter dem Großen – den Ursprung der russischen Diplomatie, Botschaften und Konsulate – und alte Beziehungen zwischen Russland und Preußen. Jetzt ist es eine kulturelle Plattform, ein Zentrum für russische und internationale Angelegenheiten, ein Ort für internationale Partnerschaftsprojekte, feierliche Zeremonien, Konzerte und Empfänge. Es gilt als symbolisches Tor zwischen Russland und Europa, aufgrund seiner geografischen Lage zwischen dem Westen und dem Osten. |
| | Das Maritime Ausstellungszentrum in Swetlogorsk (russisch Светлогорск, Seebad Rauschen), Gebiet Kaliningrad, ist das einzige Objekt des Museums direkt an der Ostseeküste. Es liegt gut 30 km nordwestlich. Das Zentrum wurde an Weihnachten 2015 im Gebäudekomplex des Varietétheaters „Bernsteinhalle“ (russisch Янтарь-холл Jantar-choll) eröffnet und umfasst fast 3.000 m² Ausstellungsfläche. Es gibt eine ethnographische Ausstellung „Völker der Meere“, die das Leben und die Kultur der Völker Südostasiens vorstellt, und die Marine Kunstgalerie – ein Raum für wechselnde kreative Projekte. Im März 2016 wurde es der Leitung des Museums der Weltmeere unterstellt. |
| | Die doppelstöckige Reichsbahnbrücke ist eine vielbeachtete technische Sehenswürdigkeit und steht 200 m westlich des Ausstellungsgeländes. Die ursprüngliche, 1913 bis 1926 erbaute Drehbrücke galt damals schon als technisches Meisterwerk. Im Zweiten Weltkrieg wurde die Brücke stark beschädigt und danach als Hebebrücke wieder aufgebaut. Auf der oberen Etage liegen zwei Bahngleise, auf der unteren zwei Fahrspuren für KFZ bis zu 3,5 m Höhe sowie Fußgängersteige. |